# Подводные лодки типа «Дракен» (1960)
Подводные лодки типа «Дракен» (швед. Drakenklass) — серия шведских дизель-электрических подводных лодок. Всего в 1957—1962 годах было построено шесть подводных лодок типа «Дракен».

## История
Проект создавался на базе типа «Хайен». Длина увеличилась на 3,5 метра, был установлен новый гидроакустический комплекс, боекомплект торпед увеличился с 8 до 12. Обводы корпуса были сделаны более обтекаемыми. Впервые в шведском подводном кораблестроении применялась одновальная конструкция с пятилопастным гребным винтом большого диаметра.
Все шесть лодок проекта прослужили в составе ВМС Швеции более 20 лет. В 1970-1971 годах лодки прошли модернизацию. 1 июля 1980 года были списаны субмарины «Дракен» и «Грипен», остальные четыре корабля в 1981-1983 годах прошли ремонт, получив новое радиоэлектронное оснащение. В 1988 году они были исключены из состава флота и отправлены в резерв.

## Представители
| Название                          | Буквенное обозначение | Дата закладки | Спуск на воду   | Ввод в строй |
| --------------------------------- | --------------------- | ------------- | --------------- | ------------ |
| Дракен II HMS Draken II           | Dra                   |               | 1 апреля 1960   |              |
| Варген HMS Vargen                 | Vgn                   |               | 20 мая 1960     |              |
| Грипен II HMS Gripen II           | Gri                   |               | 31 мая 1960     |              |
| Дельфинен II HMS Delfinen II      | Del                   |               | 7 марта 1961    |              |
| Нордкапарен II HMS Nordkaparen II | Nor                   |               | 8 марта 1961    |              |
| Спрингарден HMS Springaren        | Spr                   |               | 31 августа 1961 |              |